# Ozero Nespisj
Ozero Nespisj (ryska: Озеро Несьпиш) är en sjö i Belarus.   Den ligger i voblasten Vitsebsks voblast, i den norra delen av landet, 200 km norr om huvudstaden Minsk. Ozero Nespisj ligger 127 meter över havet. Arean är 3,1 kvadratkilometer. Den ligger vid sjöarna  Ozero Nedrovo Ozero Vojso och Ozero Potsech. Den sträcker sig 2,5 kilometer i nord-sydlig riktning, och 2,5 kilometer i öst-västlig riktning.
I omgivningarna runt Ozero Nespisj växer huvudsakligen savannskog. Runt Ozero Nespisj är det glesbefolkat, med 16 invånare per kvadratkilometer.